# Pierfrancesco Majorino
Pierfrancesco Majorino, né le 14 mai 1973 à Milan, est un homme politique italien, membre du Parti démocrate (PD), élu député européen en mai 2019.
À partir de 2011, il est adjoint au maire de Milan, Pisapia puis Giuseppe Sala, avec délégation aux Politiques sociales, à la Santé et aux Droits. Il est élu au conseil municipal de cette ville en 2006 pour la liste de l’Olivier et constamment réélu depuis.